# Минден (Луизијана)
Минден (енгл. Minden) град је у америчкој савезној држави Луизијана.

## Демографија
По попису из 2010. године број становника је 13.082, што је 55 (0,4%) становника више него 2000. године.
| Група             | 2000.         | 2010.         |
| Белци             | 6.014 (46,2%) | 5.939 (45,4%) |
| Афроамериканци    | 6.796 (52,2%) | 6.761 (51,7%) |
| Азијати           | 35 (0,3%)     | 42 (0,3%)     |
| Хиспаноамериканци | 80 (0,6%)     | 183 (1,4%)    |
| Укупно            | 13.027        | 13.082        |